# Paramount Television Studios
A Paramount Television Studios (anteriormente conhecida como Paramount Television) é uma empresa estadunidense de produção televisiva, que é uma divisão da Paramount Pictures, uma subsidiária da Paramount Global.
É sucessora da versão original da Paramount Television, que foi transferida para a CBS Corporation durante sua separação da Viacom, enquanto a empresa que continuou como Viacom manteve a Paramount Pictures. Após a cisão em janeiro de 2006, a divisão foi renomeada como CBS Paramount Television, e depois CBS Television Studios em maio de 2009, após liceça de três anos para uso das marca Paramount ter expirado.
Em março de 2013, a Paramount voltou à produção televisiva com base na expansão dos serviços de streaming, tornando-se um negócio pulsante e o motor de crescimento de Hollywood. Houve também o reconhecimento de que separar a operação de televisão da Paramount lhes deu pouco para recorrer quando os filmes fracassam, exceto pelo aluguel de estúdios.
Em 14 de janeiro de 2020, a Paramount Television foi renomeada como Paramount Television Studios, após a conclusão da fusão da ViacomCBS (agora Paramount Global).

## História
Em 4 de março de 2013, o presidente e CEO da Viacom Philippe Dauman anunciou que a Paramount optou por produzir uma série de televisão baseada em um de seus filmes. A série permitiria a Paramount para "retornar, com muito pouco investimento, ao negócio de produção de televisão.". Horas depois, o presidente/CEO da Paramount Brad Grey anunciou que o estúdio iria co-produzir uma série de TV da CBS baseada em Beverly Hills Cop com a Sony Pictures Television; no entanto, o programa nunca passou da fase piloto. Em 22 de julho de 2013, foi anunciado que Amy Powell foi nomeada presidente da Paramount Television.
Uma série de TV baseada no filme  School of Rock também foi anunciado para o ar na Nickelodeon.
Em agosto de 2014 Paramount e a HBO estavam considerando uma nova série intitulada Ashecliffe, que servirá como uma prequência para o filme da Paramount Shutter Island, de 2009.
Em maio de 2014, a Paramount Television e Anonymous Content assinaram um contrato de três anos para produzir e distribuir programação roteirizada desenvolvida pela Anonymous Content. Em outubro de 2014, a empresa de Kyle Killen e Scott Pennington, Chapter Eleven, assinou um contrato de dois anos com a Paramount Television e Anonymous Content depois de deixar a 20th Century Fox Television.
Em julho de 2014, a Paramount Television assinou um acordo de prioridade com Robert Zemeckis, seu parceiro de produção Jack Rapke e sua produtora Compari Entertainment.
Em julho de 2018, Powell foi demitida de seu cargo de presidente, após relatos de que várias pessoas tinham "preocupações em torno dos comentários [de Powell] [feitos em um] ambiente profissional, que acreditavam ser inconsistentes" com os valores da Viacom e da Paramount. Powell rebateu as alegações de que ela havia feito comentários tão insensíveis e disse que estava considerando uma ação legal. Em setembro de 2018, Nicole Clemens tornou-se a nova presidente da Paramount Television.